# Amphidinium carterae
Amphidinium carteraeは、渦鞭毛藻の種の1つである。1957年にEdward M. Hulburtが発見し、イギリスの藻類学者Nellie Carter-Montfordの名前に因んで名付けられた。タイプロカリティは、マサチューセッツ州バーンスタブル郡のグレートポンドである。この種のいくつかの株は、（例えば菌類に対しての）毒性を持つと考えられている。

## 分布
北大西洋の両岸、ファンディ湾、メキシコ湾、バルト海、北海、地中海等で知られている。ブラジルやニュージーランド等でも見られる。沿岸や河口の水深の浅い場所で見られる。

## 生態
Amphidinium carteraeは、水の華の原因になることがある。研究室内では、Amphidinium carteraeのライセート（細胞溶解物）は、ウニの胚の発達に影響を与える。

## 研究での利用
Amphidinium carteraeは光合成生物で、温度や光等を適切な条件にすることで研究室でも培養できる。ペリジニンを含む渦鞭毛藻で、研究のモデル生物として用いられる。多くの小さなミニサークルに遺伝子が乗った非常に珍しい葉緑体ゲノムと、珍しいパターンのRNA代謝を持つ。